# 8296 Miyama
8296 Miyama este un asteroid din centura principală de asteroizi.

## Descriere
8296 Miyama este un asteroid din centura principală de asteroizi. A fost descoperit pe 13 ianuarie 1993 la Kitami de Kin Endate și Kazuro Watanabe. El prezintă o orbită caracterizată de o semiaxă mare de 2,89 ua, o excentricitate de 0,26 și o înclinație de 8,6° în raport cu ecliptica.